# Roverské skály
Roverské skály jsou pískovcová skalní oblast v jižní části okresu Česká Lípa v Libereckém kraji. Jako evropsky významná lokalita bylo toto území o rozloze 1688,5811 ha vyhlášeno nařízením vlády České republiky č. 208/2012 Sb. ze dne 25. 4. 2012. Území je pod správou regionálního pracoviště Agentury ochrany přírody a krajiny ČR - Správy Chráněné krajinné oblasti Kokořínsko - Máchův kraj.

## Geografie, geologie a geomorfologie
Evropsky významná lokalita leží na území Polomených hor, přináležejících do geomorfologického podcelku Dokeská pahorkatina, jednoho ze dvou podcelků geomorfologického celku Ralská pahorkatina.
Vymezené území se rozkládá mezi Bliževedly na severozápadě a Dubou na jihovýchodě a dalšími sídly, které jsou administrativními součástmi uvedené obce a města. Konkrétně se jedná o katastrální území Domašice, Dřevčice, Heřmánky, Hvězda pod Vlhoštěm, Lhota u Dřevčic, Pavličky, Skalka u Blíževedel, Tuhaň, Tuhanec a Zátyní.
Největší část území tvoří křídové sedimenty – pískovce jizerského souvrství (střední a zčásti svrchní turon). Charakterem těchto křídových hornin byl ovlivněn erozně-denudační reliéf Roverských skal se stupňovitou strukturou a hustou sítí kaňonovitých údolí v oblasti bez trvalých vodních toků.

## Předmět ochrany
Území EVL Roverské skály leží v Chráněné krajinné oblasti Kokořínsko - Máchův kraj. Součástí lokality je několik maloplošných chráněných území: přírodní rezervace Kostelecké bory a přírodní památky Husa, Martinské stěny a Stříbrný vrch. S lokalitou bezprostředně sousedí území přírodní rezervace Vlhošť.
Více než tři čtvrtiny plochy (75,93%) EVL Roverské skály pokrývají subkontinentální borové doubravy. V některých extrémnějších polohách, jako jsou okraje skal a vrcholové skalní plošiny, se vyskytují i reliktní bory. Cca 7,5 % plochy pokrývají lesní kultury s nepůvodními jehličnatými dřevinami (smrkové porosty v hlubších údolích). Místy se částečně zachovaly acidofilní bučiny. V podrostu převažuje borůvka černá (Vaccinium myrtillus), brusinka obecná (Vaccinium vitis-idaea), vřes obecný (Calluna vulgaris) a metlička křivolaká (Avenella flexuosa). Pokud jde o skalní vegetaci, převládají zde mechorosty a také kapraďorosty.
Hlavním předmětem ochrany je vláskatec tajemný (Trichomanes speciosum), západoevropský endemický a kriticky ohrožený druh kapradiny. Jedná se o druh, zapsaný v červené knize IUCN a chráněný Bernskou úmluvou. Jeho výskyt na území České republiky je původní. V Roverských skalách lze tuto vzácnou kapradinu, která se rozmnožuje pouze vegetativně, nalézt v prohlubních voštin, jeskyní, skalních štěrbin a převisů v místech, kam nedopadá sluneční záření a kde je dostatečná vlhkost. V těchto skalních dutinách v oblasti Roverských skal tvoří vláskatec tajemný početné kolonie. 

## Trampská subkultura

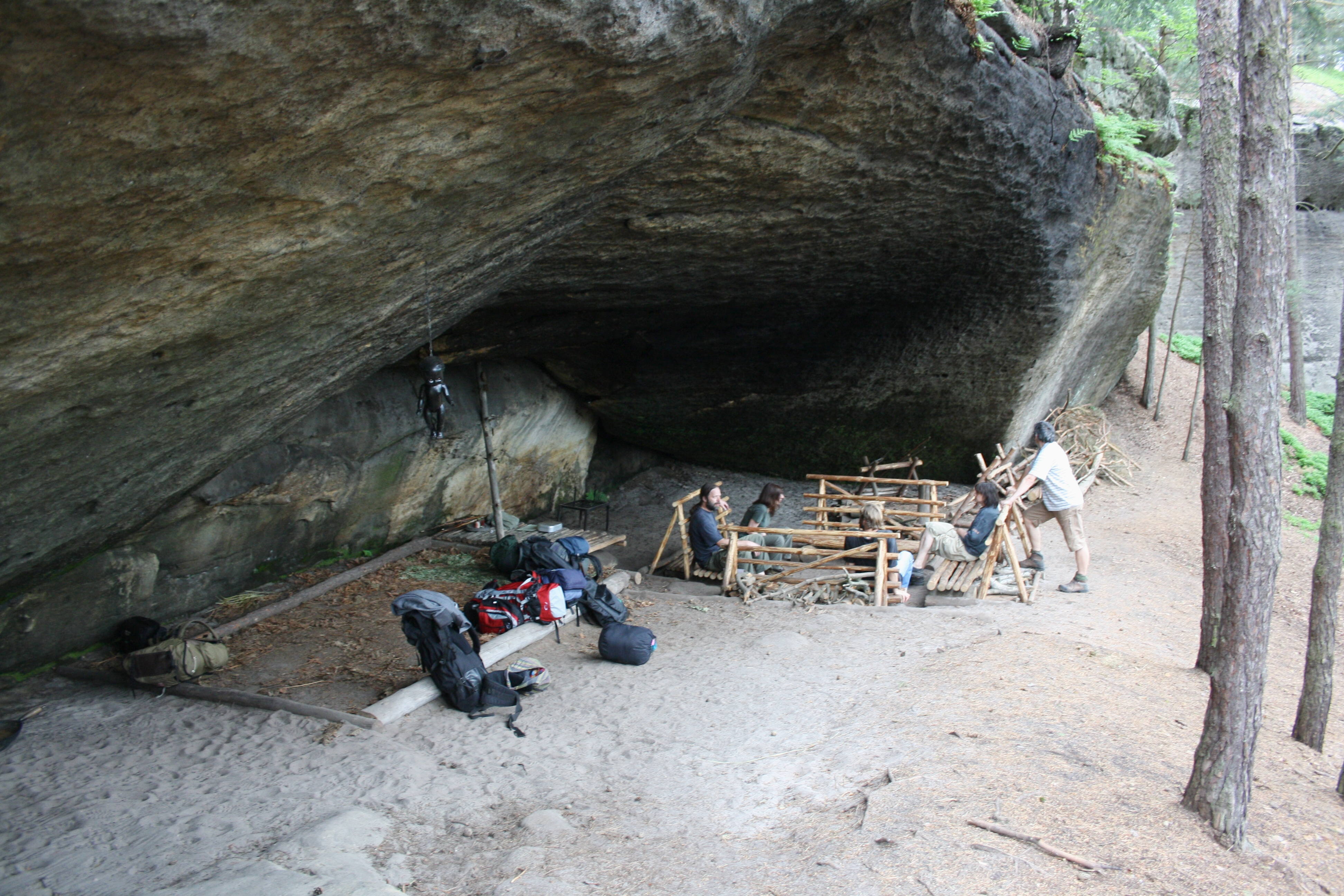
Trampský kemp Mrtvé dítě

Romantická krajina Roverských skal neboli slangově Roverek již po mnoho desítek let přitahovala pozornost příznivců specifického českého fenoménu – trampingu. Existuje dokonce samostatná trampská osada Roverští patrioti, jejíž členové, pocházející z různých míst celé ČR, se v této oblasti nejen setkávají, ale také pravidelně organizují brigády, zaměřené na úklid odpadků, údržbu cest, čištění studánek i výsadbu stromů. Roverští patrioti například v roce 2015 vysázeli podél úseku Staré Husí cesty mezi Dřevčicemi a Martinskými stěnami alej, reprezentující staré regionální odrůdy ovocných stromů. Alej tvoří celkem 63 stromů. Tato alej zvítězila v celostátní soutěži Alej roku v konkurenci 61 přihlášených stromořadí a byla vyhlášena Alejí roku 2017.
Na území Roverských skal a sousedního Vlhoště existovaly trampské kempy po celé 20. století. (Z přelomu 60. a 70. let 20. století pravděpodobně pochází i pojmenování Roverské hory, kdy tuto oblast navštěvovali členové krátkodobě obnoveného a po roce 1970 opět zrušeného Junáka a členové oddílů starších skautů - roverů). Tito skauti, jejich nástupci i další příznivci trampingu nepřestali uvedenou oblast navštěvovat ani později. Mezi taková známá trampská místa patří například Tisícový kámen (Tisícák) či sousední převis Krápník a další místa. Od jara 2022 lze GPS souřadnice většiny trampských tábořišť v Roverských skalách najít na webové stránce a v mobilní aplikace Trampské kempy. 
V listopadu 2023 začala správa CHKO v Roverských skalách s likvidací ilegálních trampských kempů a srubů, kterých v té době bylo na území celé CHKO napočítáno 118. Důvodem je poškozování archeologických nalezišť a ničení chráněné přírody.  
V lednu 2025 inicioval ministr životního prostředí Petr Hladík v rámci Agentury ochrany přírody a krajiny ČR (AOPK) vznik odborné skupiny pro řešení problematiky trampingu a souvisejících aktivit v CHKO Kokořínsko – Máchůj kraj. Na konci června vydala skupina závěrečnou zprávu, podle které mají být tři z celkem nalezených 138 ilegálních tábořišť zlegalizovány pro širokou veřejnost. Podle ředitele AOPK Františka Pelce bude většina ostatních odstraněna.